# Klaus Banert

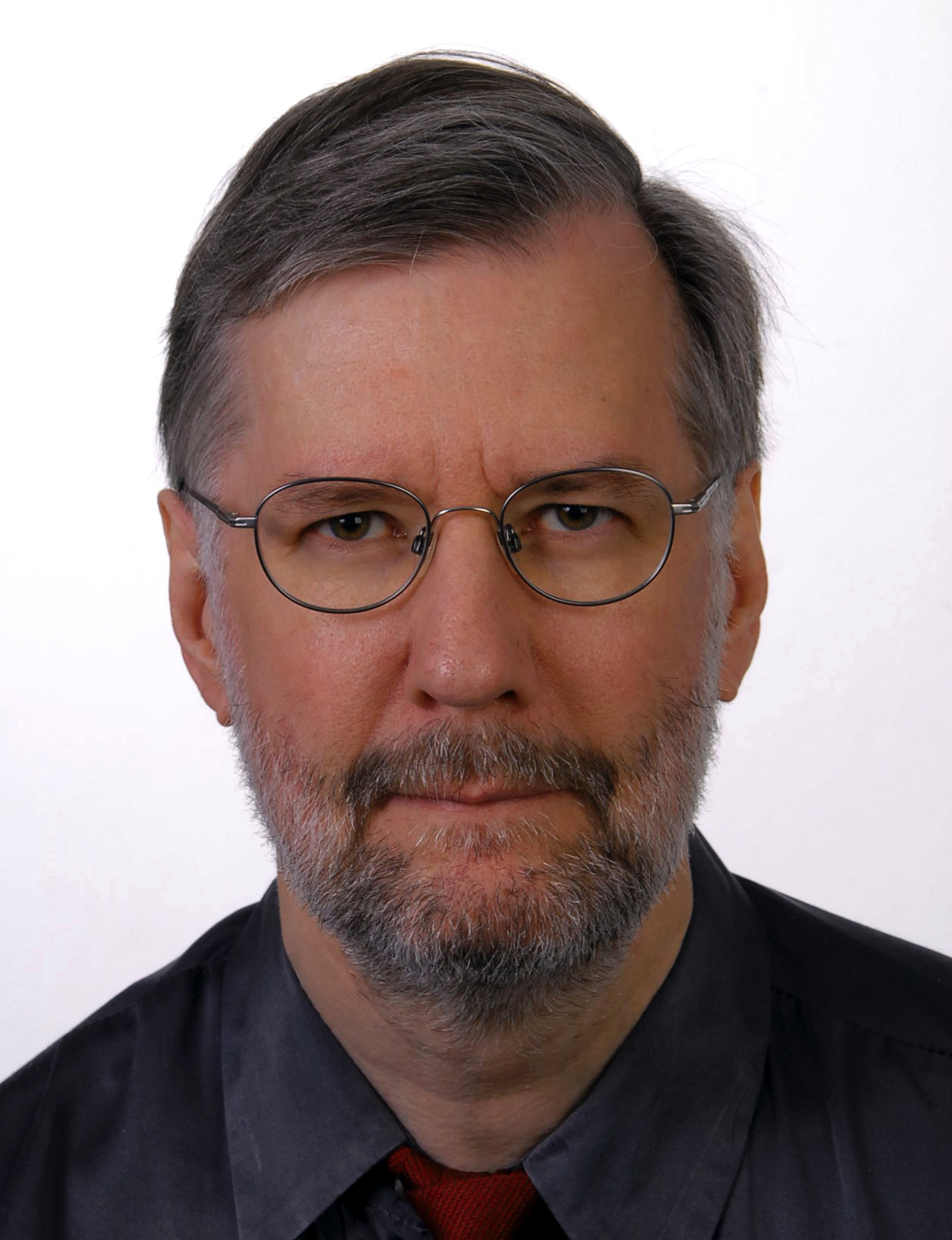
Klaus Banert

Klaus Richard Banert (* 22. September 1955 in Wattenscheid; † 19. September 2020) war ein deutscher Chemiker und Professor für Chemie.

## Leben
Banert studierte Chemie an der Ruhr-Universität Bochum mit Diplom-Abschluss im Jahr 1979 und wurde dort 1982 bei Wolfgang Kirmse promoviert. Thema seiner Dissertation waren Umlagerungsreaktionen von Carbeniumionen. 1983 wechselte er zu Harald Günther an die Universität-Gesamthochschule Siegen.
1990 habilitierte er sich mit dem Thema „Umlagerungen organischer Azide“. Er erhielt 1993 in kurzer Folge Rufe auf eine C3-Professur nach Köln sowie eine C4-Professur nach Chemnitz und übernahm  die Professur an der Technischen Universität Chemnitz, wo er 1994 das Institut für Chemie mitgegründete und bis zuletzt am Lehrstuhl für Organische Chemie lehrte.

## Forschungsgebiete
Neben der Grundlagenforschung auf dem Gebiet der Organischen Chemie und Untersuchungen von Reaktionsmechanismen und deren Anwendung für die präparative Organische Chemie beschäftigte sich Banert mit
- kurzlebigen Zwischenverbindungen
- Heterocyclen-Synthesen, Triazole, Thiazole
- Funktionalisierten Allenen und 1,3-Butadienen
- Kleinringverbindungen, Azirine, Diazirine
- Organischen Aziden[4]